# Eichelbischof

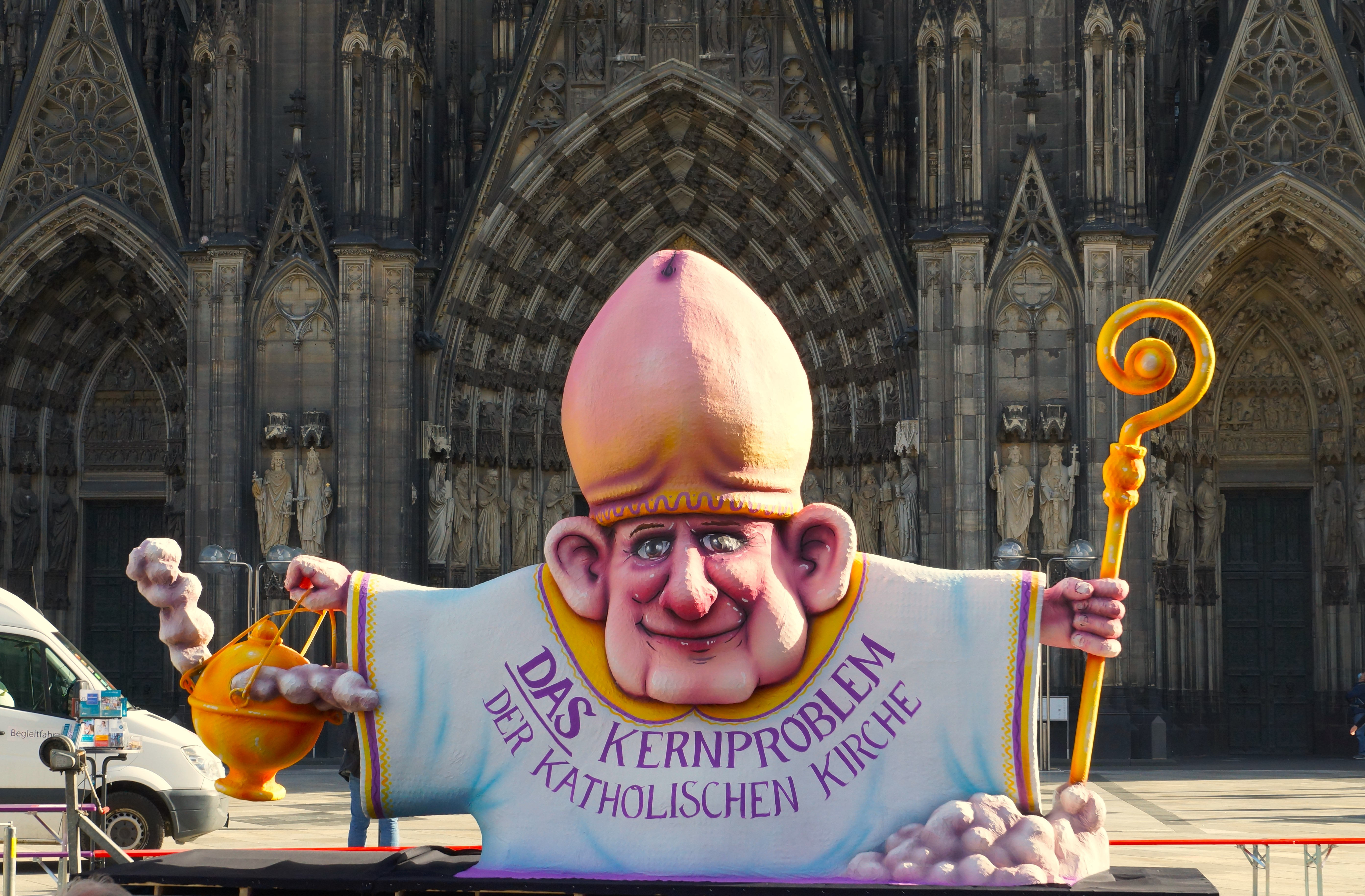
Der Eichelbischof auf der Kölner Domplatte anlässlich der Frühjahrskonferenz der Deutschen Bischofskonferenz 2021

Der Eichelbischof ist eine mobile Großplastik des Künstlers Jacques Tilly. Sie hat die Aufschrift „Das Kernproblem der katholischen Kirche“. Zu sehen ist die Gestalt eines Bischofs mit Bischofsstab und Weihrauchfass, der als Mitra die Eichel eines Penis trägt. Sie wurde der Öffentlichkeit erstmalig im Jahr 2021 im Düsseldorfer Rosenmontagszug präsentiert. Die Plastik soll nach Angaben des Künstlers auf die unzureichende Aufarbeitung des Missbrauchsskandals sowie die negativen Auswirkungen der kirchlichen Sexualmoral im Allgemeinen und der männlichen Dominanz in der katholischen Kirche im Besonderen hinweisen.
Die Plastik wurde vom 23. bis 25. Februar 2021 auf der Domplatte in Köln anlässlich der Frühjahrskonferenz der Deutschen Bischofskonferenz 2021 aufgestellt. Dabei wurde sie für eine Kunstaktion von David Farago (* 1980) von der Giordano-Bruno-Stiftung genutzt, in Kooperation mit Betroffenen des sexuellen Missbrauchs in der römisch-katholischen Kirche in Deutschland. Die Kunstaktion fand große mediale Resonanz.